# Тождественный граф
Тожде́ственный граф (асимметри́чный граф) — граф, группа автоморфизмов которого состоит из одного единственного тождественного автоморфизма. Образно говоря, роль каждой вершины в тождественном графе уникальна.
Тождественный граф из одной вершины есть просто одна отдельная вершина. Тождественных графов из 2, 3, 4 и 5 вершин не существует. 
Тождественных графов из шести вершин существует восемь, все они изображены ниже. 
Количество тождественных графов на 7, 8, 9,... вершин соответственно равно 152, 3696, 135004, ... (последовательность A003400 в OEIS)